# Iker Romero
Iker Romero Fernández (Vitoria, Baskija, 15. lipnja 1980.) je španjolski rukometaš. Igra na pozicji lijevog vanjskog, a može igrati i srednjeg vanjskog. Ima najveće ovlasti u španjolskoj reprezentaciji, te je ujedno njihov najbolji strijelac. Osvajač je brončane medalje na Olimpijskim igrama u Pekingu 2008. Trenutačno igra za Füchse Berlin.